# Radek Bajgar
Radek Bajgar (ur. 19 września 1962 w Kromieryżu) – czeski dziennikarz, reżyser, scenarzysta i producent telewizyjny, z wykształcenia lekarz.

## Biografia
W 1986 ukończył studia na Wydziale Lekarskim Uniwersytetu Masaryka w Brnie i do 1989 pracował w wyuczonym zawodzie. W 1990 podjął karierę dziennikarską w magazynie społeczno-politycznym Reflex. W 1992 został redaktorem naczelnym tego pisma i zajmował to stanowisko do 1993 roku. Równolegle w latach 1990–1992 studiował na Wydziale Filmowym i Telewizyjnym Akademii Sztuk Scenicznych w Pradze (FAMU), gdzie specjalizował się w reżyserii filmów dokumentalnych.
W 1994 przeszedł do nowo powstałej TV Nova, gdzie początkowo objął stanowisko szefa redakcji publicystyki. W ramach swoich zadań służbowych był m.in. współautorem i prowadzącym magazynu Na vlastní oči (Na własne oczy). W 2007 stanął na czele działu rozwoju treści tego nadawcy i pełnił z jego ramienia rolę producenta kilku seriali. W 2012 odszedł z telewizji i założył firmę producencką Logline Production. W latach 2015–2016 po raz drugi w swojej karierze był redaktorem naczelnym magazynu Reflex.

### Twórczość filmowa i telewizyjna
W 2011 Bajgar zadebiutował jako reżyser telewizyjny, stając za kamerą podczas realizacji przeznaczonego od razu na mały ekran filmu Villa Faber. Jesienią 2014 czeska telewizja publiczna wyemitowała jego autorski serial Neviditelní, którego był reżyserem, głównym scenarzystą i współproducentem. W 2016 miał miejsce jego debiut kinowy, którym była komedia Teorie tygra.